# 加拉罗萨
加拉罗萨，是西班牙安达卢西亚自治区韦尔瓦省的一个市镇。总面积22平方公里，总人口1618人（2001年），人口密度74人/平方公里。